# Cappella Farnese
La Cappella del Legato o Cappella Farnese, oggi sconsacrata, è stata eretta nel 1454 su progetto dell'architetto Aristotele Fioravanti all'epoca del cardinale Bessarione, legato di Bologna. Viene chiamata anche Cappella Farnese da quando il cardinale Girolamo Farnese ne fece eseguire un restauro.
È collocata al secondo piano di Palazzo d'Accursio, a Bologna, dove risiedevano i legati pontifici; vi si accede dall'attigua Sala Farnese.

## Storia
La Cappella venne ricavata, insieme alla Sala Farnese e alla sottostante Sala d'Ercole, nella parte più antica dell'attuale Palazzo Comunale.
È di dimensioni molto ampie, inconsuete per una cappella; risulta molto più grande di tutte le cappelle esistite nel palazzo: …una vera chiesa a 30 metri di altezza sulla Piazza Maggiore, ricca di fregi artistici ed affreschi di vaste dimensioni.
La cappella venne destinata al servizio del legato pontificio, che la utilizzava per importanti cerimonie legate allo svolgimento dei suoi compiti e per accogliere davanti all'altare il giuramento del gonfaloniere e degli ufficiali con pubblico incarico.
In questa cappella papa Clemente VII, il 22 febbraio del 1530, incoronò Carlo V re d'Italia con la Corona ferrea; due giorni dopo, nella Basilica di San Petronio, lo incoronò imperatore del Sacro Romano Impero.
Intorno al 1562 Prospero Fontana, che in quegli anni era un artista protagonista del manierismo a Bologna e a Roma, venne chiamato a dipingere gli affreschi raffiguranti otto Storie della vita della Vergine e, nella fascia sottostante le Storie dell'infanzia di Cristo a monocromo; il ciclo pittorico, seppure in parte rovinato dai successivi utilizzi dell'ambiente, è stato restaurato ed è visibile al pubblico.

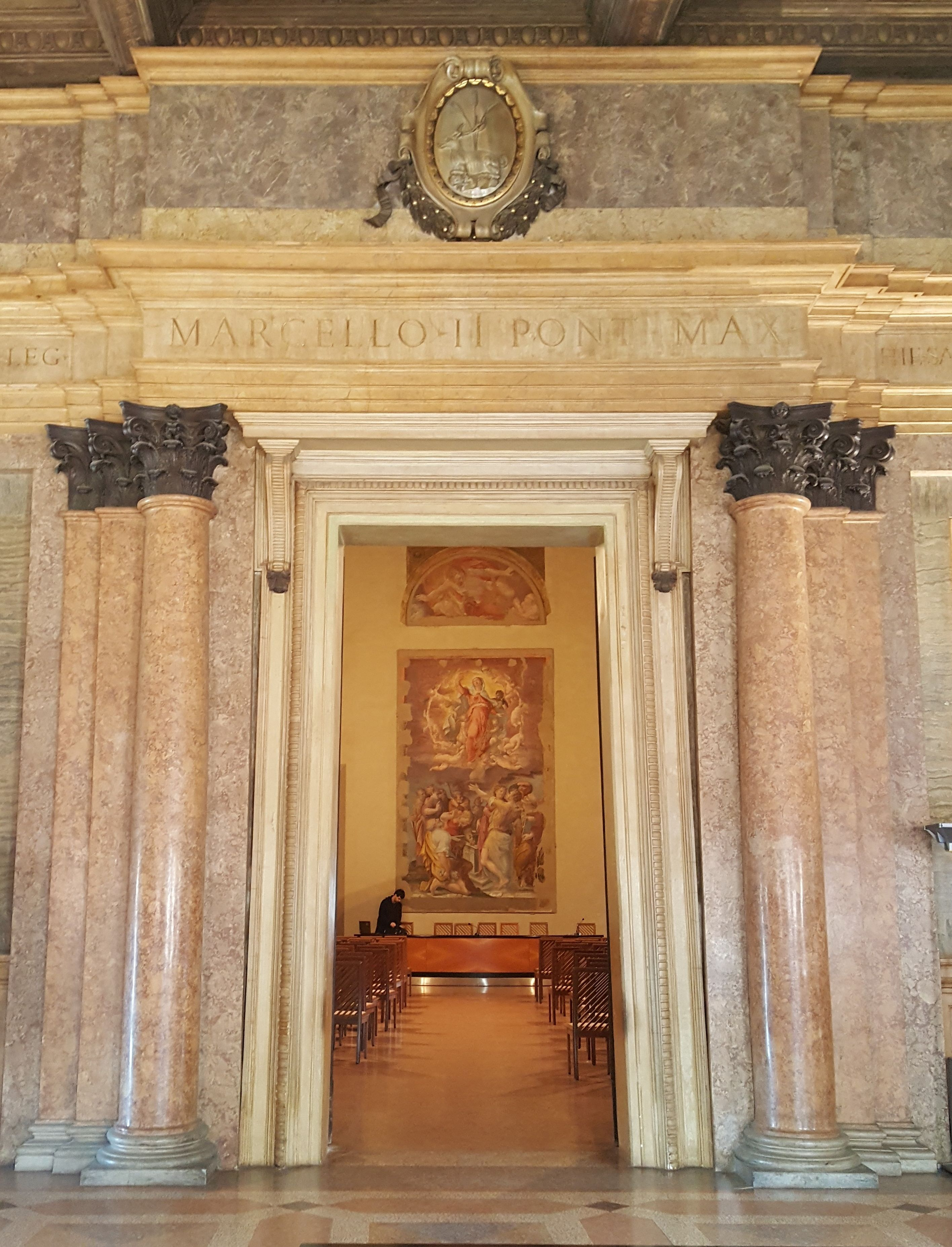
Portale della Cappella Farnese in Palazzo d'Accursio, opera di Galeazzo Alessi.

Tra il 1561 e il 1565 l’architetto perugino Galeazzo Alessi, su commissione del cardinal Legato Girolamo Sauli, ampliò la cappella e ideò il fronte architettonico esterno che originariamente era in arenaria; a metà Ottocento durante gli interventi di restauro in Sala Farnese venne rivestito in scagliola.
Nel 1660 il cardinale Girolamo Farnese ne fece eseguire il restauro assieme all'adiacente Sala Farnese.
Nel 1811 la cappella venne sconsacrata e utilizzata come archivio e deposito della Prefettura Napoleonica.
Anche successivamente, nel corso dell'Ottocento, svolse funzione di deposito.
Nel 1991 è stata ristrutturata ed aperta al pubblico.
Ora fa parte delle Collezioni Comunali d'Arte.